# 東電用地
東電用地株式会社（とうでんようち、英: TODEN-YOCHI CO.,INC.）は、東京電力パワーグリッドの送電・変電用地等の管理を行う企業。

## 沿革
- 2008年10月1日、尾瀬林業・東電不動産の送変電用地及び東電不動産の電柱敷地業務を統合して設立された[2]。この他、駐車場やトランクルームの経営も行う。